# 蜈蚣咒
《蜈蚣咒》，是一部1982年上映的時裝恐怖電影，以降頭術為題材，由李百齡執導，苗僑偉、李殿朗等主演。本片是李百齡首部執導的電影，被譽為八十年代十大巫蠱片之一。

## 演員表
| 演員     | 角色         | 備註 |
| -------- | ------------ | --- |
| 苗僑偉   | 白韋倫       | 英文名Wylam，香港富家子弟，1956年3月9日出生。在南洋調查妹妹的死因。                                                      |
| 李殿朗   | 洪若芝       | 英文名Margaret，南洋女華僑，白韋倫於加拿大留學時之舊同學。後被降頭師控制加害韋倫。                                       |
| 游佩玲   | 白韋淇       | 暱稱阿淇，白韋倫之妹，於南洋旅遊時中蜈蚣降而慘死。                                                                       |
| 胡仙哈辛 |              | 與白韋倫祖輩有深仇大恨的降頭師，擅長蜈蚣降。演員胡仙哈辛是現實中的馬來西亞降頭宗師，曾演出多部香港恐怖片。               |
| 葉天行   | 拉旺法師     | 幫助白韋倫的正派法師。                                                                                                   |
| 陳福才   | 蜈蚣王陳先生 | 販賣蜈蚣油的小販，曾受韋倫所託查看其妹病因。後察覺若芝有異樣而被滅口。客串演出，演員陳福才現實中亦是「馬來西亞蜈蚣王」。 |

## 故事大綱
香港富家子弟白韋倫（苗僑偉飾）之妹阿淇欲往南洋旅行，但白家有祖訓不得前往南洋，韋倫答應替阿淇隱瞞但要她按祖訓全程戴上祖傳的辟邪頸鍊。旅行期間，阿淇卻因該頸鍊而被一奇怪老伯認出是白家後人。後來阿淇在同行朋友勸說下除下頸鍊，未幾遭到大群蜈蚣噬咬。韋倫收到阿淇身染怪病垂危的消息，趕赴南洋，得居於當地的舊同學洪若芝（李殿朗飾）作嚮導。未幾阿淇全身腐爛而死，爛肉更爬出蜈蚣。韋倫從阿淇遺物中找回祖傳頸鍊，並長戴於身上。
幾經轉介下，韋倫和若芝找到一位年長的拉旺法師（葉天行飾），拉旺認出白家祖傳頸鍊為自己師父所製，當年其師以毒蛇下咒於頸鍊，使其有「遇正愈正，遇邪愈邪」的辟邪法力，並贈予一個新婚男子，但據傳該男子後來犯下通姦和滅人全族之彌天大罪，此事件倖存者立志報仇，後來成為當地最著名的降頭師（胡仙哈辛飾），而且最擅長蜈蚣降。若芝勸韋倫盡快返港避禍。
降頭師欲向韋倫落降，但礙於頸鍊之力，遂以聲降控制若芝。翌日，若芝性情大變，打扮豔麗，要求韋倫留下陪伴自己。與若芝一家相熟的道長發現她有邪氣附體，率眾開壇作法，但法力不及降頭師，全部慘死。最後若芝在酒店房中色誘韋倫除下頸鍊。此時拉旺法師利用蜈蚣所忌的雞靈力量與降頭師隔空鬥法，但不敵。韋倫被蜈蚣圍困之際，熱水淋到已除下的頸鍊靈牌上，拉旺感應到師父所下的毒蛇力量，借以擊敗降頭師。

## 備註
1. 1 2  按片中字幕。
2. ↑  按片中骨灰盅所寫。

## 外部連結
- 香港影庫上《蜈蚣咒》的資料（繁體中文）
- 互联网电影数据库（IMDb）上《蜈蚣咒》的资料（英文）
- 豆瓣电影上《蜈蚣咒》的資料 （简体中文）